# Noyers-sur-Jabron
Noyers-sur-Jabron település Franciaországban, Alpes-de-Haute-Provence megyében. Lakosainak száma 527 fő (2022. január 1.). Noyers-sur-Jabron Bevons, Cruis, Saint-Étienne-les-Orgues, Saint-Vincent-sur-Jabron, Valbelle, Éourres és Val-Buëch-Méouge községekkel határos.

## Népesség
A település népességének változása:
| Lakosok száma | 252  | 240  | 291  | 362  | 484  | 510  | 524  | 523  | 523  | 527  |
|               | 1968 | 1982 | 1990 | 2006 | 2013 | 2015 | 2017 | 2019 | 2020 | 2022 |